# Afton (Oklahoma)
Afton é uma cidade  localizada no estado norte-americano de Oklahoma, no Condado de Ottawa.

## Demografia
Segundo o censo norte-americano de 2000, a sua população era de 1118 habitantes.
Em 2006, foi estimada uma população de 1111, um decréscimo de 7 (-0.6%).

## Geografia
De acordo com o United States Census Bureau tem uma área de
4,3 km², dos quais 4,3 km² cobertos por terra e 0,0 km² cobertos por água. Afton localiza-se a aproximadamente 240 m acima do nível do mar.

## Localidades na vizinhança
O diagrama seguinte representa as localidades num raio de 16 km ao redor de Afton.